# Đền Hai Bà Trưng (Đồng Nhân)
Đền Hai Bà Trưng, còn gọi là Đền Đồng Nhân, là một ngôi đền thờ Hai Bà Trưng tọa lạc tại 12 Đồng Nhân, phường Hai Bà Trưng, thành phố Hà Nội. Hiện nay, đền Hai Bà Trưng nằm trên cùng một khuôn viên với hai di tích khác là chùa Viên Minh và đình Đồng Nhân, tạo thành Cụm di tích Đền – Chùa – Đình Hai Bà Trưng được Thủ tướng Chính phủ công nhận là di tích quốc gia đặc biệt vào ngày 31 tháng 12 năm 2019.

## Thần tích thành lập
Vào đời Lý Anh Tông, niên hiệu Đại Định thứ ba (1142) có pho tượng đá nổi trên dòng Nhị Hà, tỏa sáng cả một đoạn sông, thuyền bè không dám đến gần. Vua Anh Tông biết chuyện, sai người ra đón rước nhưng không được. Theo ý của các bô lão, người ta lấy vải đỏ buộc vào tượng, làm lễ rồi rước vào. Đó là một pho tượng cao lớn, đầu đội mũ trụ, thân mặc áo giáp, hai tay chỉ lên trời, một chân quỳ, một chân ngả ra. Tương truyền, pho tượng đá ấy là do khí thiêng của Hai Bà Trưng hóa thành sau khi tự vẫn trên sông Hát.
Vua cho dựng đền thờ Hai Bà Trưng ở ngay khu đất bãi sông của làng Đồng Nhân. Đến năm Gia Long thứ 18 (1819), do đất bị xói lở, dân làng phải dời ngôi đền tới khu Cựu Võ Sở của triều Lê ở thôn Hương Viên, nhưng vẫn giữ tên đền cũ. Làng Đồng Nhân khi đó thuộc huyện Thanh Trì, tỉnh Hà Đông. Từ ngày 17-7-1914, nơi đây chính thức được sáp nhập vào địa phận Hà Nội.
Từ nhiều thế kỷ qua, nơi đây đã trở thành ngôi đền thờ Hai Bà Trưng linh thiêng bậc nhất ở kinh đô Thăng Long.
Đền được công nhận là Di tích Lịch sử - Văn hoá từ năm 1962.

## Vị trí

Hồ nước phía trước đền Hai Bà Trưng

Đền thờ Hai Bà Trưng nằm ở số 12 phố Hương Viên, phường Đồng Nhân, quận Hai Bà Trưng, Hà Nội. Trước mặt đền có hồ bán nguyệt, đường vào qua bốn cột trụ gạch đồ sộ, cây cối sum sê, bên trái là khoảng sân rộng, dưới bóng đa cổ thụ có tấm bia đá đặt trên lưng rùa. Văn bia do Dương Duy Thanh (1804-1861), đốc học Hà Nội soạn năm 1848.
Trong đền có tượng Hai Bà, bà chị Trưng Trắc mặc áo vàng, bà em Trưng Nhị mặc áo đỏ, đầu đội mũ phù dung, tượng to hơn người thật, tay giơ cao trước mặt như đang hiệu triệu quần chúng. Hai bên là tượng 12 nữ tướng đã theo Hai Bà khởi nghĩa đánh đuổi Tô Định, rửa nhục nước, trả thù chồng, thu lại 65 thành trì ở Lĩnh Nam vào mùa xuân năm 40.
Bên trái đền có ngôi chùa Viên Minh thờ Phật, cũng là ngôi chùa cổ.

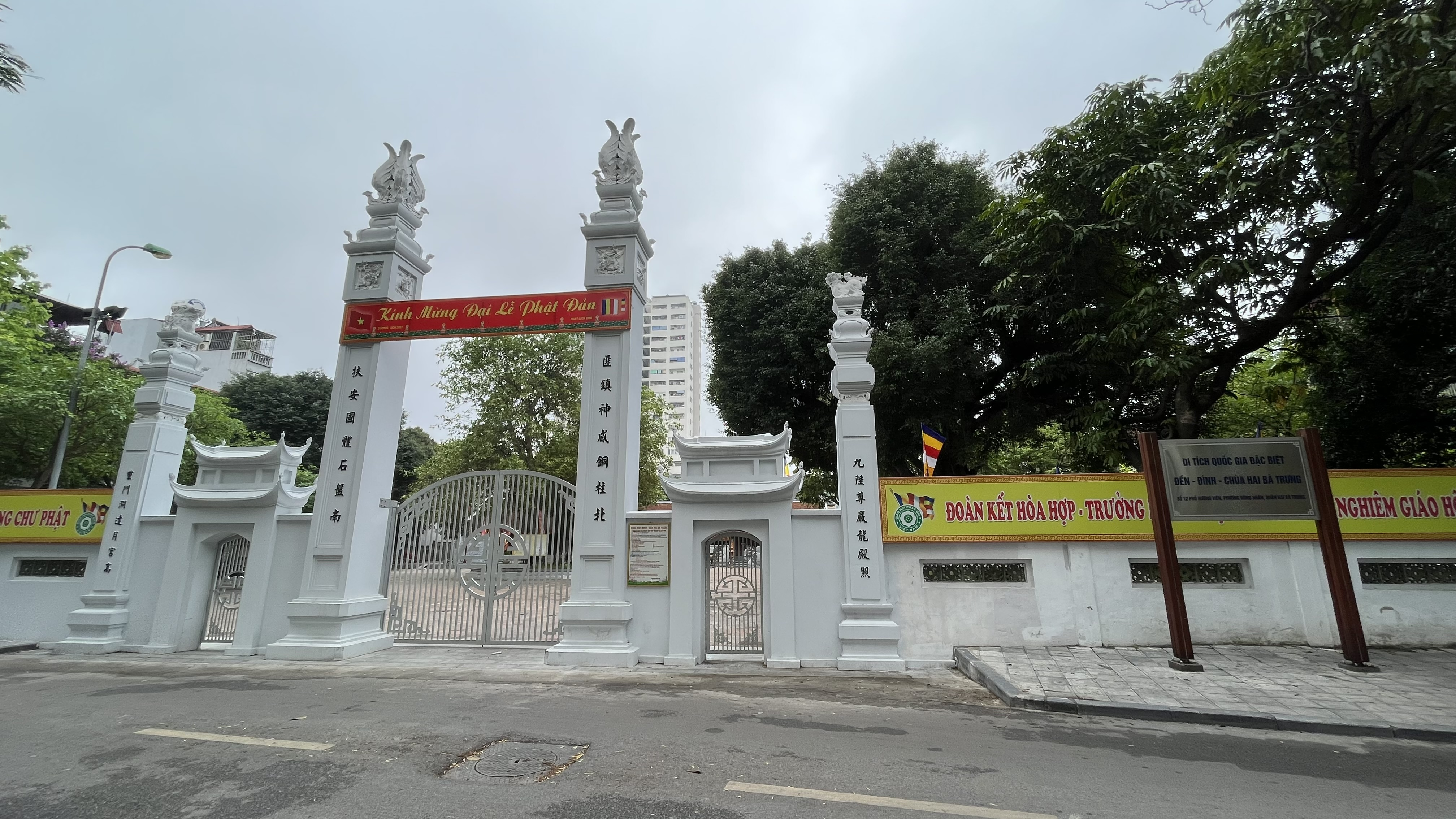
Cổng đền có bia di tích đặc biệt quốc gia
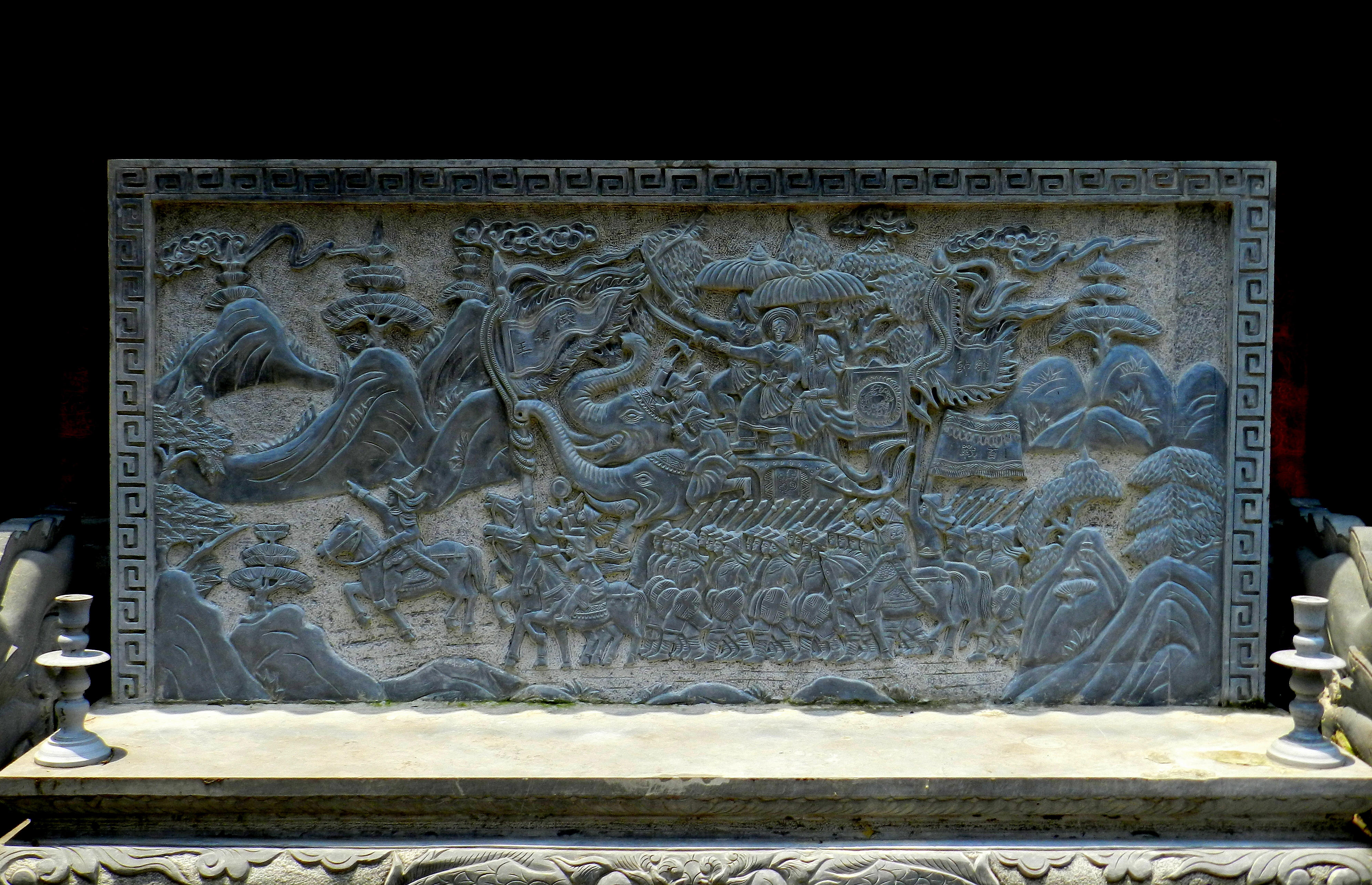
Phù điêu mô tả đoàn quân với voi chiến của Hai Bà Trưng
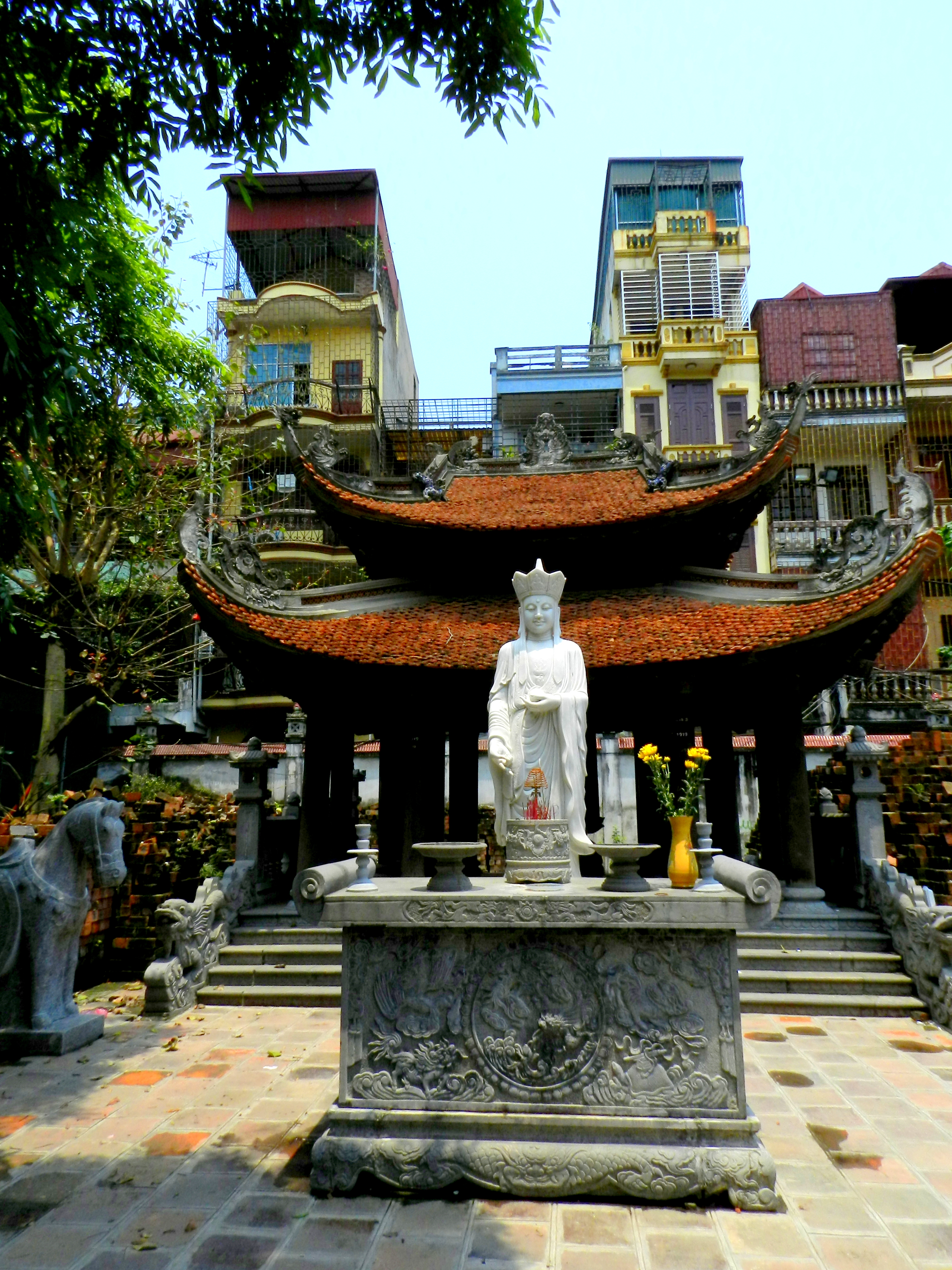
Góc thờ Phật bên cạnh đền

## Liên quan
Ngày 4 tháng 4 năm 1926, nhân dân Hà Nội đã tổ chức lễ truy điệu nhà chí sĩ yêu nước Phan Chu Trinh, kích động tinh thần đoàn kết chống Pháp tại sân đền Đồng Nhân này.